# Lanreotide
Lanreotide (INN) là một loại thuốc được sử dụng trong công tác quản lý của bệnh to cực và triệu chứng gây ra bởi khối u thần kinh nội tiết, đặc biệt là hội chứng carcinoid. Nó là một chất tương tự tác dụng dài của somatostatin, như octreotide. Trình tự của nó là HD-2Nal-Cys (1) -Tyr-D-Trp-Lys-Val-Cys(1)-Thr-NH2.
Lanreotide (dưới dạng lanreotide axetat) được sản xuất bởi Ipsen và được bán dưới tên thương mại Somatuline. Nó có sẵn ở một số quốc gia, bao gồm Vương quốc Anh, Úc và Canada, và đã được Cơ quan Quản lý Thực phẩm và Dược phẩm Hoa Kỳ (FDA) chấp thuận bán tại Hoa Kỳ vào ngày 30 tháng 8 năm 2007.

## Dược lý
Lanreotide là một chất tương tự tổng hợp của somatostatin, một loại hormone ức chế tự nhiên, ngăn chặn sự giải phóng một số hormone khác, bao gồm hormone tăng trưởng, hormone kích thích tuyến giáp (TSH), insulin và glucagon. Lanreotide liên kết với các thụ thể giống như somatostatin, mặc dù có ái lực cao hơn với các thụ thể ngoại vi và có hoạt động tương tự. Tuy nhiên, trong khi somatostatin nhanh chóng bị phân hủy trong cơ thể (trong vòng vài phút), lanreotide có thời gian bán hủy dài hơn nhiều, và tạo ra các hiệu ứng kéo dài hơn nhiều.
Hiệu quả của lanreotide chưa được nghiên cứu rộng rãi và kết quả rất khác nhau giữa các thử nghiệm và công thức. 

## Tác dụng phụ
Các tác dụng phụ chính của điều trị lanreotide là đau nhẹ đến trung bình tại chỗ tiêm và rối loạn tiêu hóa, chẳng hạn như tiêu chảy, buồn nôn và nôn. Các trường hợp riêng biệt của sự hình thành sỏi mật có liên quan đến việc sử dụng lanreotide, đặc biệt là trong thời gian dài.

## Công thức
Lanreotide có sẵn trong hai công thức: công thức phát hành bền vững (được bán dưới tên thương mại 'Somatuline LA'), được tiêm bắp mỗi mười hoặc mười bốn ngày, và một công thức phát hành mở rộng (tên thương mại của Anh 'Somatuline Autogel', hoặc ' Kho chứa Somatuline' ở Mỹ), được tiêm dưới da mỗi tháng một lần.

## Thuộc tính tự lắp ráp
Lanreotide đã được chứng minh là tự lắp ráp thành các ống nano đơn lớp đường kính 24,4 nm  và sau đó đã được sử dụng như một hệ thống mô hình hiệu quả và linh hoạt trong một số nghiên cứu sinh lý.